# Petrus de Cruce
Petrus de Cruce ou Pierre de la Croix (Amiens?, c. 1290 — depois de 1347) foi um clérigo, compositor e teórico musical da segunda metade do século XIII. A sua contribuição teórica foi fundamental para o desenvolvimento da notação musical.
Estudou, provavelmente, na Universidade de Paris e residiu durante algum tempo entre a corte do Bispo de Amiens, tocando em capelas e igrejas da região. A sua música refletia uma ligeira influência de Flandres.